# 卡塔琳娜·亨尼希

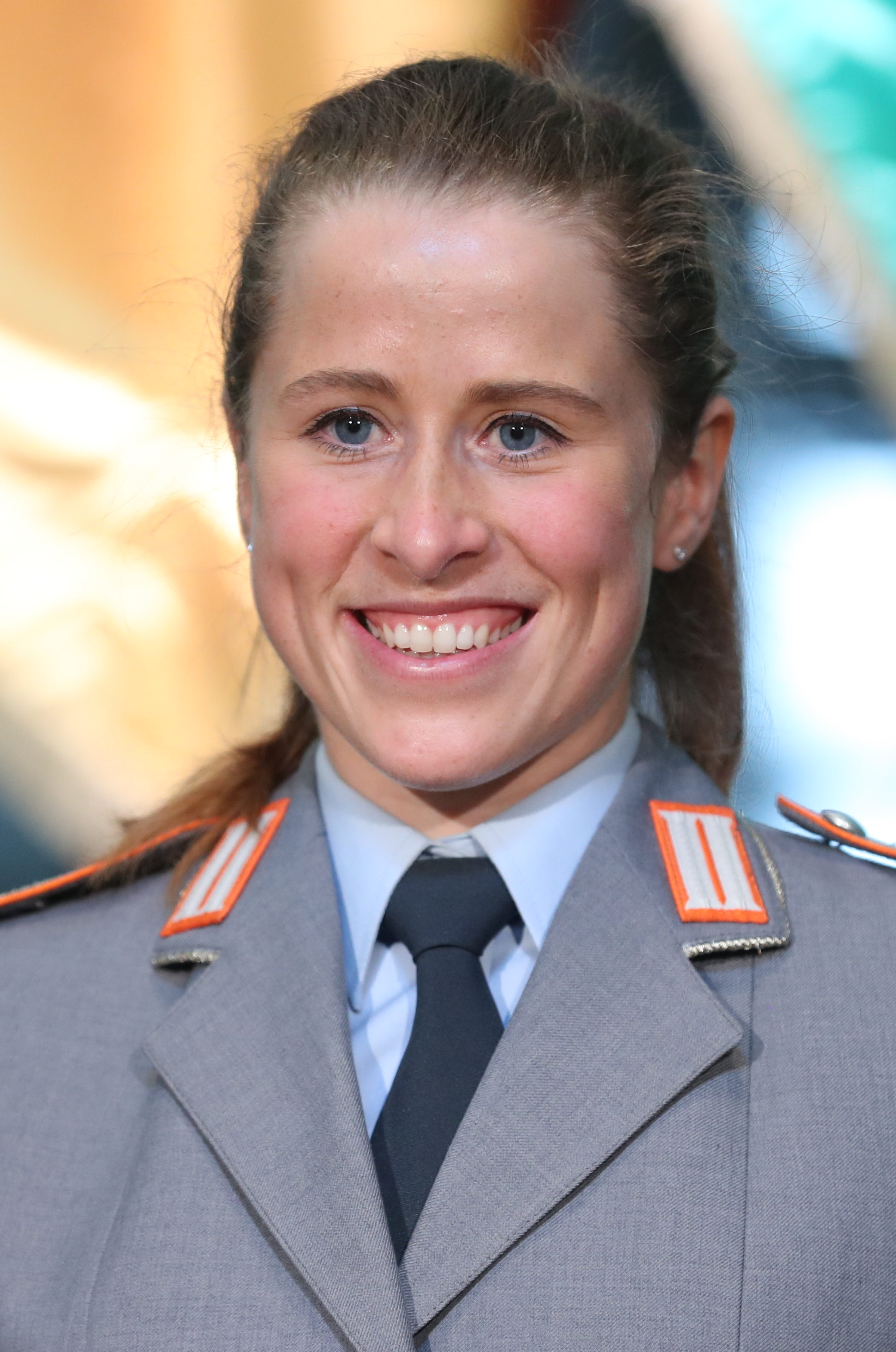
卡塔琳娜·亨尼希，2022年

卡塔琳娜·亨尼希（德語：Katharina Hennig，1996年6月14日—），德國越野滑雪運動員，她代表德國隊參加了中國舉行的2022年冬季奧林匹克運動會，並且在越野滑雪女子团体短距离（传统技术）比赛上獲得金牌，在女子4×5公里接力比赛上获得银牌。